# 牛顿 (布莱克)

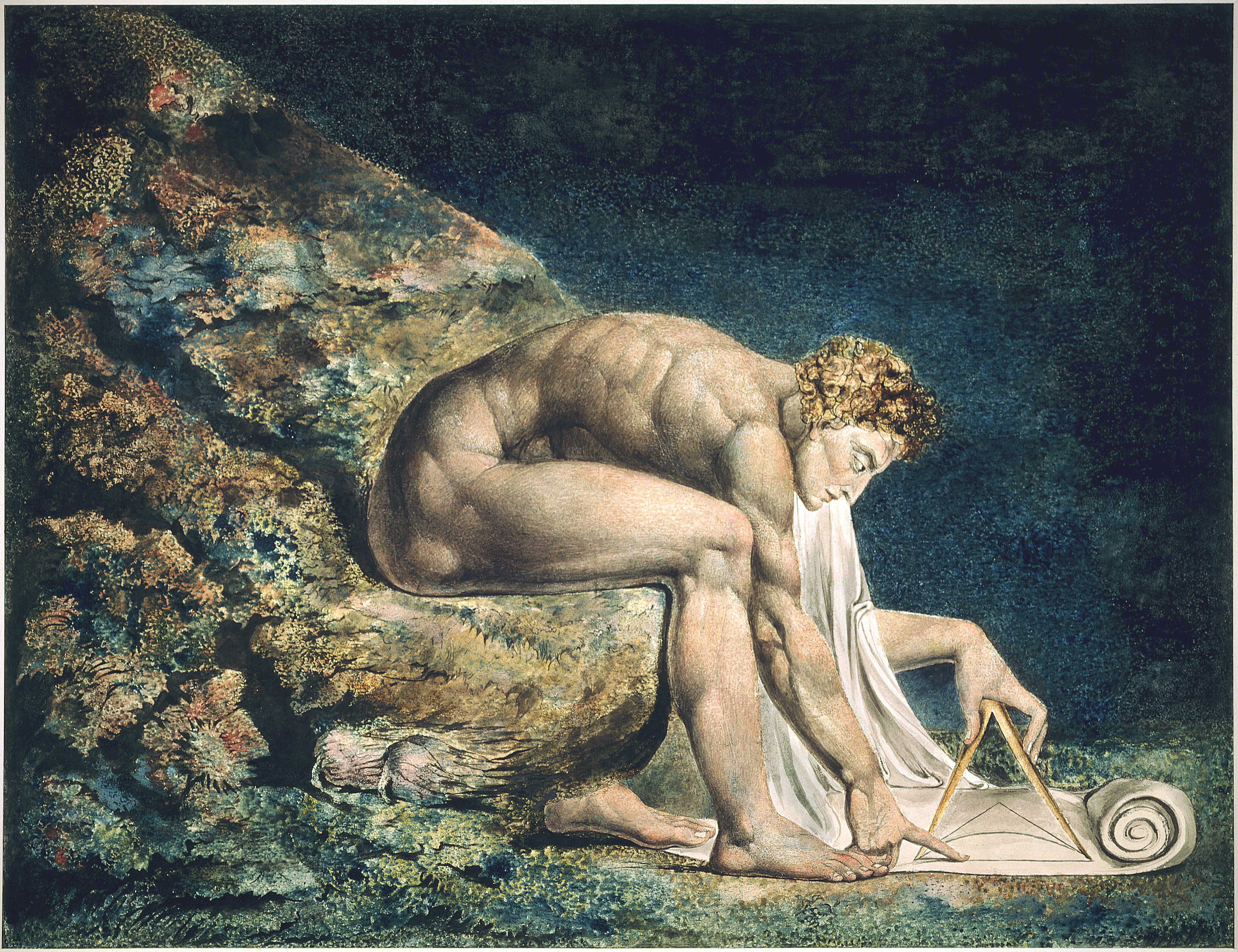
《牛顿》(1795–1805) 460 x 600 mm.藏于泰特不列颠

《牛顿》（Newton） 是英国诗人、画家、版画家威廉·布莱克的一幅版画，最初完成于1795年， 但在1805年又重新制作并重印。 它是1795年至1805年间创作的12幅大型彩色版画之一，其中还包括圣经上的统治者《尼布甲尼撒》系列。
在画中，艾萨克·牛顿赤身裸体，坐在海底的一块布满海藻的岩石上。他的注意力集中在他用罗盘在卷轴上画的图表。 画中的罗盘较布莱克的《亘古常在者》中的罗盘为小。

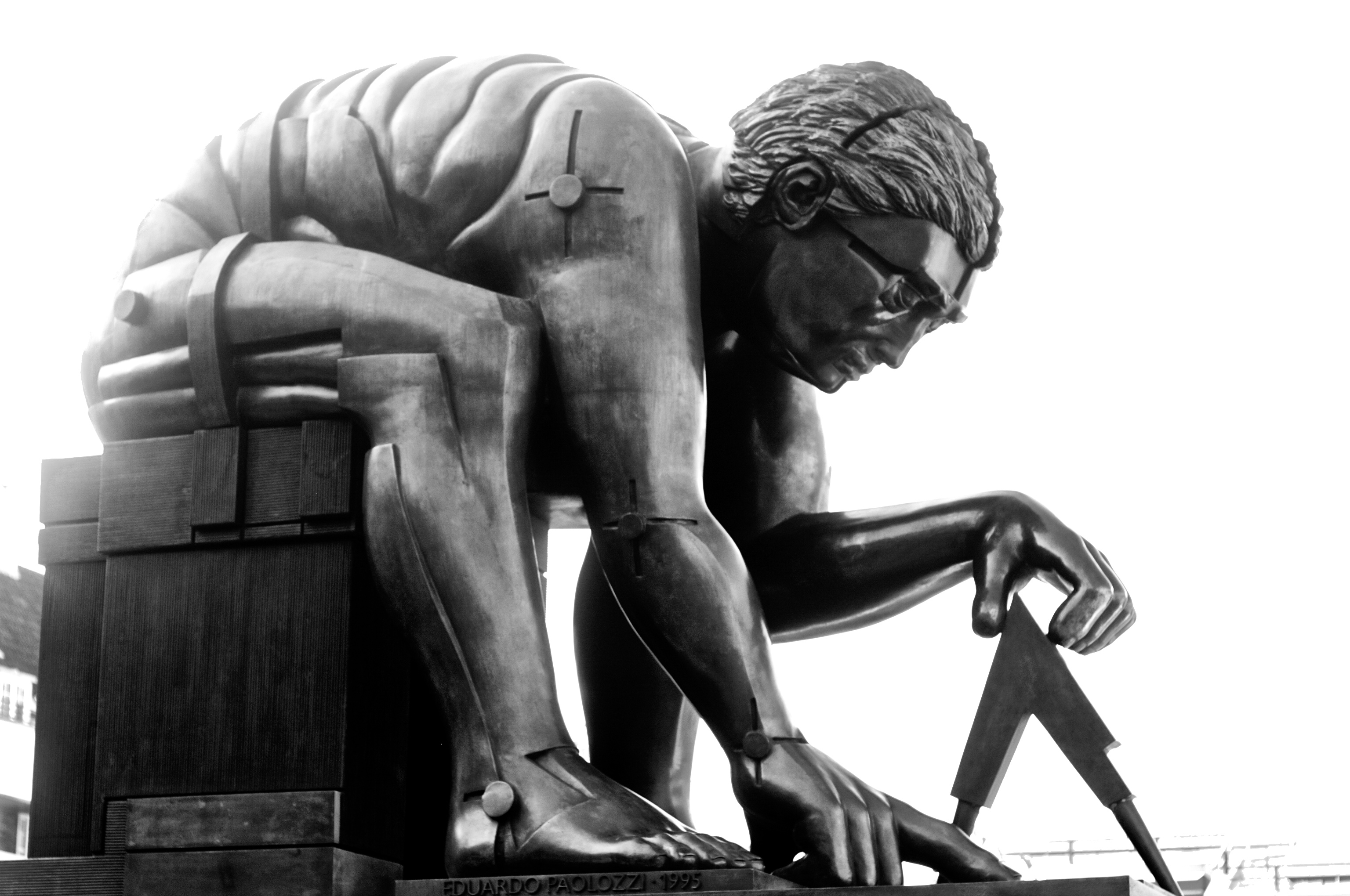
包洛奇：《牛顿，模仿威廉·布莱克》

布莱克对启蒙的反对根深蒂固。布莱克在他自己雕刻的古典人物拉奥孔的注解中写道：“艺术是生命之树。科学是死亡之树。” 对布莱克来说，牛顿的光学理论尤其令人反感，他明确区分了“植物眼”（vegetative eye）的视觉和属灵的异象。自然神论认为上帝是一个遥远的创造者，在日常事务中并不扮演任何角色，这种观点让布莱克深恶痛绝，他声称自己经常经历到属灵的异象。他将自己的“四重视觉”与牛顿的“单一视觉”进行了对比，认为科学唯物主义的“自然宗教”毫无成效。牛顿与哲学家弗兰西斯·培根和约翰·洛克一起被纳入布莱克的地狱三位一体。
1995年，大英图书馆广场上立起爱德华多·包洛奇的青铜雕塑《牛顿，模仿威廉·布莱克》（Newton, after William Blake）模仿了布莱克的版画。